# José Mármol
Jose Marmol é uma localidade do Partido de Almirante Brown na Província de Buenos Aires, na Argentina. Sua população estimada em 2001 era de 40.612 habitantes.